# 王青躍
王青躍（おう せいよう）は、環境科学、花粉症原因物質の研究者である。埼玉大学大学院理工学研究科教授。環境汚染物質の計測、汚染源同定・評価手法について研究。また、枯渇性資源と再生可能資源・エネルギーの高効率利用システムの開発、廃棄物の処理・資源化技術の実用化についての研究も行っている。日本籍に帰化。

## 略歴
- 1982年　上海工業大学（現・上海大学）冶金化学学部卒業、分析化学専攻
- 1982年　国立上海非鉄金属研究所入所、物理・化学研究室チームリーダー
- 1992年　埼玉大学大学院理工学研究科博士前期課程修了。修士（工学）（埼玉大学1992年）環境化学専攻
- 1995年　埼玉大学大学院理工学研究科博士後期課程修了。博士（工学）（埼玉大学1995年）生物科学専攻
- 1995年　国際善隣協会環境推進センター主任研究員
- 1996年　国際善隣協会環境推進センター主席研究員、環境事業部長
兼日本安田火災海上保険株式会社・地球環境部顧問
- 2000年　国際善隣協会環境推進センター副センター長
- 2002年　埼玉大学大学院理工学研究科助教授
- 2007年　埼玉大学大学院理工学研究科准教授
- 2017年　埼玉大学大学院理工学研究科教授

### 研究
- 科研費・新規・継続　計11件の研究代表者
- 都市部通年性花粉アレルゲンや発癌性芳香族炭化水素類等の複合毒性微粒子の計測と評価
- 基盤研究B　中国廃棄バイオマス不適切処理に伴う大気汚染への低減技術適用と住民健康被害抑制評価(2015-2017)
- 基盤研究B　都市部空中花粉アレルゲンの放出機構解明とその変性に伴う生体増悪評価(2012-2014)
- 文部科学省科研費新学術領域(計画研究代表者)
- 都市部での飛散スギ花粉と黄砂の修飾影響の評価(2008-2012)
- 科研費挑戦的萌芽研究（2件の研究代表者）
- 挑戦的萌芽　大気バイオエアロゾルの分子性状と排出挙動に関するその場での高速計測技術への試み(2011-2012)
- 挑戦的萌芽　生体分子間相互作用を利用した有機エアロゾルの化学性状計測法の開発(2009-2010)
- 科研費基盤研究B（計5件、研究代表者）
- 基盤研究B　都市部空中花粉アレルゲンの放出機構解明とその変性に伴う生体増悪評価(2012-2014)
- 基盤研究B　中国モデル都市の有機性廃棄物における非化石燃料・複合素材の資源化技術への適応普及(2010-2012)
- 基盤研究B　中国都市周辺地域における有機性廃棄物炭化処理による炭素資源創出と利用システム調査(2007-2009)
- 基盤研究B　都市部飛散浮遊花粉への大気汚染化学物質の物理・化学的複合影響に関する研究(2005-2007)
- 基盤研究B　廃棄石炭利用バイオブリケットのガス化に関する研究(2003-2005)
- 鉄鋼業環境保全技術開発基金助成研究(2007-2009) 廃棄バイオマス－炭化物・廃棄石炭の高分散微粉炭代替燃料の開発に関する解析研究
- 埼玉県産業技術総合センター受託研究(2009-2010) 空気の渦流れを利用するバイオマスと石油の異種燃料燃焼器の開発

## 主な論文
- 研究業績http://oseiyo-research.sub.jp/Research/review.html
- "Spatial distributions of ambient aerosol acidity in early winter at South-Kanto Area" , Japan, Environ. Sci.,7/,237-244,　(1994)
- "Experimental study on combustion and pollutant control of biobriquette , energy and fuels" , American Chemical Society , 14/,1133-1138, (2000)
- 石炭バイオブリケットの水蒸気ガス化(I)、日本エネルギー学会誌 83:932-938 (2004)
- Measurement of indoor sulfur dioxide emission from coal-biomass briquettes, Water, Air, and Soil Pollution 163:341-353 (2005)
- Study on char-biomass briquette of pyrolyzed materials from industrial organic wastes, Proceedings of Renewable Energy 2006 International Conference and Exhibition, Chiba 1148-1153 (2006)
- Improvement in gasification of biomass briquette acompanying with effective use of waste coal, Proceedings of Renewable Energy 2006 International Conference and Exhibition, Chiba 1135-1140 (2006)
- Ambient air measurement of six bifunctional carbonyls in a suburban area, Atmospheric Research 82:719-718 (2006)
- Investigation of variations in suspended particulate matter with enforcement of regulations on diesel vehicle exhaust in suburban Japan, JSME International Journal, Series B 49(1):2-7 (2006)
- 道路端および山間部におけるスギ花粉アレルゲン含有粒子状物質の飛散挙動に関する研究、大気環境学会誌 42(6):362-368 (2007)
- スギ花粉飛散期における飛散花粉数およびアレルゲン含有微小粒子状物質の高濃度出現の時系列的挙動差異, エアロゾル研究,  23(2), 120-126 (2008)
- Abatement of indoor air pollution achieved with coal-biomass household briquettes,Atmospheric Environment 42(34):7924-7930 2008(Nov)
- 家庭用ストーブの模擬燃焼条件におけるバイオブリケットの硫黄固定効果、大気環境学会誌 43(5):264-272 (2008)
- Contribution estimation of airborne fine particles containing Japanese cedar pollen allergens to ambient organic carbonaceous aerosols during a severe pollination episode, Environmental Health Risk V; Biomedicine and Health, 14, pp.65-76 (2009).
- Air pollutant deposition effect and morphological change of Cryptomeria japonica pollen during its transport in urban and mountainous areas of Japan, Environmental Health Risk V; Biomedicine and Health, 14, pp.77-89 (2009).
- Comparison of water-soluble organic components in size-segregated particles between a roadside site and a suburban site in Saitama, Japan, Aerosol Research and Air Quality, 9, pp.412-420 (2009).
- Long-term Sulfur Emissions and Environmental Kuznets Curves: Comparison and Implications, Asian Journal of Atmospheric Environment, 3, pp.19-26 (2009).
- Olympic City and environmental kuznets curves: air pollution trends and control strategies in Beijing, Environmental Science, 22(5), 348-361 (2009).
- Physicochemical characterization and source apportionment of PM2.5 collected in Shanghai urban atmosphere and at atmospheric monitoring background station (Linan), China Environmental Science, 30(3), pp.1202-1208 (2010) (in Chinese).
- 汚染産業移転仮説と環境政策選択-地域間経済格差からみた中国の環境問題-、環境科学会誌、23(2)、67-80 (2010).

## その他、総説など
- 王青躍、日本の効果的な環境協力の展開、環境協力のパッケージ化、海外環境協力センター(OECC)会報、No.58、pp.5-6 (2009.12)

## 受賞歴
- 1998年　日本エアロゾル学会井伊谷賞
- 2000年　第27回環境賞優秀賞
- 2000年　産業環境管理協会「環境管理」優秀論文賞
- 2008年　大気環境学会誌優秀論文賞

## 専門分野
- 生物環境科学
- 資源利用技術
- 環境化学計測
- スギ花粉およびアレルゲン含有粒子の計測
- 分析化学
- 有機資源工学

## 公的役職(審査員等)
- 2002-2004 環境省スパイクタイヤ類似品の基準策定調査検討委員会・委員
- 2002-2003 東京都 ディーゼル排出ガスと花粉症の関連に関する調査検討の分科会・委員
- 2000-2004 国際善隣協会 環境委員会・委員
- 2007-2008 日本学術振興会 科学研究費補助金の技術専門審査委員
- 2008- 環境省 日本モデル環境対策技術等国際展開検討委員会・委員
- 2009-現在 環境省 日本モデル環境対策技術等国際展開の有識者による検討委員会・委員
- 2009.3まで 環境省 地球温暖化対策と大気汚染防止に資するコベネフィット技術等の評価検討委員会・委員
- 2009-2010 日本学術振興会 科学研究費補助金（基盤・挑戦萌芽研究）の技術専門審査委員